# Proctologie
Proctologie is dat deel van de geneeskunde dat zich bezighoudt met aandoeningen aan de anus en het gebied eromheen. Het woord proctologie is ontleend aan het Grieks, van πρωκτός, prōktos ("anus" of "achterdeel") en -λογία, -logia ("kennis" of "kunde"). 
Een proctoloog is een chirurg. Hij/zij onderzoekt en behandelt onder meer aambeien, anaal bloedverlies, peri-anale fistels en anusscheurtjes. Ook de behandeling van anus- en darmkanker behoort tot het vakgebied van de proctoloog, alsmede het verwijderen van een lichaamsvreemd voorwerp in de endeldarm.
Het specialisme moet reeds hebben bestaan in het oude Egypte. Rond 2200 v.Chr. werd het beroep als neru phuyt, of "herder van de anus", voor het eerst vermeld.